# Pikuća
Pikuća (poznata i kao pikuća i pala, klisanje, klis) drevna je dječja pastirska igra koja se igrala na području Dalmatinske zagore, Like i Bosne i Hercegovine. Za igru su potrebna dva rekvizita: koza (pala) – štap dužine 60–80 cm, te pikuća (klis) – manji štap dužine 15-20 cm, zašiljen na oba kraja poput olovke.

## Pravila igre
Pikuća se može igrati jedan na jedan ili u timovima od dva do tri igrača, gdje svaki tim ima jednaki broj članova.
Na tlu se iskopa rupa širine 2–3 cm, duljine oko 20 cm i dubine 5–8 cm. Pikuća se postavi okomito na rupu. Igra započinje tako što jedan igrač (bacač) pokušava kozom (palom) odbaciti pikuću što dalje. To čini tako da kozu postavi pod kutom od otprilike 60 stupnjeva ispod pikuće, a zatim naglo podiže kozu prema naprijed, katapultirajući pikuću u smjeru hvatača.
Ostali igrači (hvatači) pokušavaju uhvatiti pikuću dok je u zraku. Hvatač koji uspije uhvatiti pikuću zamjenjuje bacača, dok bacač prelazi na mjesto hvatača. Ako nitko ne uspije uhvatiti pikuću, hvatači imaju još jednu priliku zamijeniti bacača. Tada hvatač koji je najbliži mjestu na koje je pikuća pala uzima pikuću u ruku i pokušava pogoditi kozu, koju je bacač položio okomito preko rupe. Ako ni tada ne uspiju, bacač dolazi u priliku ostvariti bodove, odnosno punte.
Bacač tada kozom udara po zašiljenom kraju pikuće kako bi je podigao u zrak, a zatim je u zraku udara s namjerom da je odbaci što dalje. Ima pravo na tri udarca. U ovoj fazi igre hvatači ponovno mogu eliminirati bacača tako da uhvate pikuću dok je u zraku, no pritom riskiraju ozljede, jer pikuća može letjeti velikom brzinom.
Broj punata koje bacač ostvaruje ovisi o udaljenosti od rupe do mjesta na koje je pikuća pala nakon trećeg udarca. Jedan punat odgovara duljini deset koza. Kako bi izbjegao mukotrpno mjerenje, bacač najprije pita hvatače koliko mu punata dodjeljuju. Ako nije zadovoljan njihovom procjenom, može kozom izmjeriti punte.
Dogovaranje broja punata važan je dio igre, jer hvatači često namjerno nude manje punata kako bi napakostili bacaču za dobar rezultat. Uz to ga zadirkuju i dobacuju mu: "Gobaj se, gobaj se!"
Igra završava kada jedan tim dosegne unaprijed dogovoreni broj punata, primjerice pedeset.

## Inačice igre
Na području Bosne igraju su srodne pastirske igre poznate pod nazivima piriza i baćeta. Bezbroj varijacija ove igre može se pronaći širom Italije. Igra pod nazivom pandula/pandolo igra se u Sloveniji te Istri.

## Povijest igre
Pikuća ima korijene u drevnom sportu starom više od 2.500 godina po imenu gillidanda, koji potječe iz južne Azije. Gillidanda se igra s dvije palice: većom, koja se zove danda, kojom se udara manja, gilli. Ova igra, koja se i danas prakticira u u ruralnim područjima i malim gradovima diljem Bangladeša, Indije, Nepala, Afganistana, Pakistana i Kambodže, proširila se prema sjeveru do Mediterana, i na istok do jugoistočne Azije.